# Ayllusuchus
Ayllusuchus fernandezi
Genre
Espèce
Ayllusuchus est un genre éteint de crocodyliformes, un clade qui comprend les crocodiliens modernes et leurs plus proches parents fossiles. Il est rattaché au sous-ordre des Notosuchia (ou notosuchiens en français) et aux clades des Ziphosuchia et des Sebecosuchia et, plus précisément à la famille des Sebecidae.
Une seule espèce est rattachée au genre : Ayllusuchus fernandezi, décrite par Zulma Gasparini en 1984.

## Découverte et datation
Ses fossiles ont été découverts dans des sédiments de la formation géologique de Lumbrera dans la  province de Jujuy, à l'extrême nord-ouest de l'Argentine. Ces niveaux stratigraphiques datent de l'Éocène moyen, soit il y a environ entre 47,8 et 37,8 millions d'années.
Il s'agit de deux fragments de crâne, une partie antérieure jusqu'au maxillaire et une partie occipitale incomplète.

## Description
Les sébécosuchiens sont des animaux terrestres carnivores. 
Ayllusuchus présente cependant des différences. Son os maxillaire est moins élevé et comprimé latéralement.
Par ailleurs, son museau est plus aplati et ses narines sont antéro-dorsales, situées à la pointe du museau mais tournées vers le haut. La forme horizontale du haut du crâne et la position antéro-dorsale des narines reflètent une vie plus aquatique que celle des autres sébécosuchiens et en particulier des sébécidés, dont le mode de vie est souvent comparé à celui des dinosaures théropodes,,.

## Classification
En 2014, Diego Pol et ses collègues conduisent une synthèse phylogénétique, intégrant les nombreux nouveaux genres et espèces découverts au début des années 2010. Elle compile plusieurs études phylogénétiques antérieures pour aboutir à une matrice incluant 109 Crocodyliformes et genres proches dont 412 caractères morphologiques sont étudiés. Les Notosuchia selon D. Pol et al. regroupent 45 genres et 54 espèces. Dans leur cladogramme, Ayllusuchus est classé comme un Sebecosuchia de la famille des Sebecidae, en groupe frère avec le genre Barinasuchus.